# Municipio de San Antonino el Alto
El municipio de San Antonino el Alto es uno de los 570 municipios que conforman al estado mexicano de Oaxaca. Pertenece al distrito de Zimatlán, dentro de la región valles centrales. Su cabecera es la localidad homónima.

## Geografía
El municipio abarca 105.40 km² y se encuentra a una altitud promedio de 1840 m s. n. m., oscilando entre 3000 y 1400 m s. n. m.

## Demografía
De acuerdo al último censo, realizado por el INEGI en 2010, en el municipio habitan 2508 personas, repartidas entre 12 localidades.